# 薩斯爾 (阿拉巴馬州)
薩斯爾（英語：Saucer）是一個位於美國阿拉巴馬州巴特勒縣的非建制地區。該地的面積和人口皆未知。

## 地理
薩斯爾的座標為31°49′23″N 86°50′08″E / 31.823056°N 86.835556°E，而該地最高點為海拔高度116米（即381英尺）。